# Aleksiej Niegodajło
Aleksiej Aleksandrowicz Niegodajło (ros. Алексей Александрович Негодайло; ur. 28 maja 1989 w Irkucku) – rosyjski bobsleista, złoty medalista olimpijski z Soczi. Jeździ w czwórkach i dwójkach.
Niegodajło na Zimowych Igrzyskach Olimpijskich w 2014 roku zdobył złoty medal w czwórkach. W listopadzie 2017 MKOl zdyskwalifikował go za stosowanie dopingu, pozbawiając go tym samym zdobytego medalu.
Na mistrzostwach świata FIBT zdobył srebro w 2013 roku i 11. miejsce w 2012. Na mistrzostwach Europy był 4. (Igls 2013) oraz 6. (Altenberg 2012)